# Musikjahr 1503
Liste der Musikjahre

◄ | 1499 | 1500 | 1501 | 1502 | Musikjahr 1503 | 1504 | 1505 | 1506 | 1507 | ► | ►►

Weitere Ereignisse
Dieser Artikel behandelt das Musikjahr 1503.

## Ereignisse

### Heiliges Römisches Reich
- Erzherzog Philipp der Schöne von Kastilien reist mit seiner Grande Chapelle vom 4. November 1501 bis zum 8. November 1503 nach Spanien, Frankreich, Österreich und Deutschland. Bedeutende Musiker und Komponisten in dieser Hofkapelle, die ihn begleiten, sind Pierre de la Rue, Alexander Agricola, Marbriano de Orto, Antonius Divitis und Nicolas Champion. Zu den Höhepunkten der Reise im Jahr 1503 gehört:
  - 00. Februar: die Begegnung mit den Mauren von Saragossa und der Aufenthalt bei den Mysterienspielen von Perpignan.
  - 00. März: das Treffen mit dem französischen König in Lyon.
  - 11. April: Erzherzog Philipp der Schöne und seine Grande Chapelle treffen in Bourg-en-Bresse mit Philipps Schwester Margarete von Österreich, Herzogin von Savoyen, und deren Hofkapelle zusammen. Bedeutendster Musiker der Hofkapelle von Margarete von Österreich ist zu diesem Zeitpunkt Antoine de Févin.
  - 00. September: das Zusammentreffen der Hofkapellen Philipps des Schönen und Maximilians I. in Augsburg und Innsbruck. Hier treffen die Musiker der Grande Chapelle vielleicht Jacob Obrecht auf dessen Durchreise nach Italien.
  - Schließlich zieht die Hofkapelle über Heidelberg und Köln wieder zurück nach Mecheln. In Heidelberg treffen Pierre de la Rue, Alexander Agricola und Henry Bredemers höchstwahrscheinlich den Organisten, Komponisten und Orgelsachverständigen Arnolt Schlick.
- Der aus Nürnberg stammende Petrus Alamire lebt in Antwerpen und fertigt ung grant libre de musicke für Philipp den Schönen an.
- Antoine Brumel, der im Juli 1502 aus der herzoglichen Kapelle von Herzog Filiberto (Regierungszeit 1497–1504) in Savoyen ausgeschieden ist, befindet sich um diese Zeit auf dem Höhepunkt seiner Bekanntheit. Dafür spricht insbesondere die Veröffentlichung eines Bandes seiner Messen durch den Musikverleger Ottaviano dei Petrucci im Jahr 1503. Diese Ehre wird nur den berühmtesten Komponisten der damaligen Zeit zuteil. Zuvor schon hat der Musiktheoretiker Franchinus Gaffurius ihn in seiner Schrift „Practica musica“ (1496) zu den wichtigsten Vertretern eines neuen Musikstils gezählt.
- Wolfgang Dachstein studiert ab 1503 mit Martin Luther in Erfurt Musik und Theologie.
- Jean Molinet ist seit 1482 Historiograph (Chronist) und Hofdichter am herzoglichen Hof von Philipp dem Schönen (Regierungszeit 1482–1506) in Burgund. Hier ist er befreundet mit Musikern und Komponisten wie Johannes Ockeghem, Loyset Compère, Verjus und Antoine Busnoys befreundet.
- Jacob Obrecht, der seit 24. Juni 1501 als Vikar und Sänger an der Marienkirche in Antwerpen und als Chorleiter für die dortige Marienbruderschaft tätig ist, versucht im Frühjahr 1503, den römisch-deutschen König Maximilian I. (Regierungszeit 1493–1519) auf sich aufmerksam zu machen, vermutlich indem er für ihn die Missa „Sub tuum praesidium“ komponiert. Er erhält dafür am 22. April in Namur ein Geschenk vom Hof des späteren Kaisers, „von wegen eines Ambts Regina celi So er unns gemacht hat“. Obrecht scheint dann im Sommer seine Stelle in Antwerpen aufgegeben zu haben und über Augsburg und Innsbruck nach Italien gereist zu sein. Für das Treffen von Philipp dem Schönen von Burgund mit Maximilian I. im September 1503 in Augsburg hat er wohl die Missa „Maria zart“ komponiert. Es ist vielleicht seine letzte Messe.
- Adam Rener, der sich im Jahr 1500 „ad studium“ nach Burgund begeben hat, wird nach seiner Rückkehr an den habsburgischen Hof von König Maximilian I. in Innsbruck im Jahr 1503 als Komponist bezeichnet.
- Sebastian Virdung hat von 1500 bis 1507 die Kaplanei der Burg Stahleck bei Bacharach inne.

### Frankreich
- Loyset Compère ist bis 1503 oder 1504 prévôt (Propst) an der Kollegiatkirche Saint-Pierre in Douai. Aus einem Dokument dieser Jahre geht hervor, dass er inzwischen baccalaureus utrisque juris (ein akademischer Grad beider Rechte) ist.
- Johannes Prioris, der möglicherweise bereits seit Ende der 1480er Jahre Mitglied der französischen Hofkapelle war, ist nachweislich von 1503 bis 1512 Kapellmeister (maître de chapelle) der Hofkapelle. So schreibt der Botschafter der Stadt Ferrara am französischen Hof am 8. Juni 1503 an Herzog Ercole I. von Ferrara (Regierungszeit 1471–1505), er schicke ihm eine Messe von Prioris, dem Kapellmeister von König Ludwig XII. von Frankreich.

### Italien
- Marco Cara steht seit 1495 und bis 1525 als Lautenvirtuose im Dienst der Familie Gonzaga in Mantua, die zu seiner Zeit Künstler aller Richtungen fördert.
- Josquin Desprez wechselt nach Ausscheiden aus der päpstlichen Kapelle, zumindest von 1501 bis 1503, an die Hofkapelle des französischen Königs Ludwig XII. († 1515). Deprez und der Komponist Johannes Ghiselin, ebenfalls Mitglied der Hofkapelle des französischen Königs, werden im Jahr 1503 zur Hofkapelle von Herzog Ercole I. d’Este nach Ferrara abgeworben. Herzog Ercole ist seit dem Tod von Johannes Martini 1497 auf der Suche nach einem neuen Kapellmeister und hat mit Hilfe seines Agenten Girolamo da Sestola (genannt „Coglia“) und seines Sohnes Alfonso d’Este nach einem diplomatischen Treffen mit Ludwig XII. nach Kandidaten in Frankreich gesucht und vielleicht schon gezielt mit Josquin verhandeln lassen. Ein anderer Agent Ercoles, Gian de Artiganova, hat in Savoyen Sänger für Ercoles Hofkapelle gesucht und von dort Heinrich Isaac als möglichen Kandidaten für die Leitung der Kapelle benannt. Herzog Ercole entscheidet sich für Josquin Desprez und bewilligt ihm das geforderte, außerordentlich hohe Gehalt. Josquin und Ghiselin werden offenbar in Paris angeworben, reisen zusammen mit dem Agenten Coglia in einer prächtigen, mit fünf Pferden bespannten Equipage und machen am 12. April in Lyon Station, wo sich Ludwig XII. und Philipp der Schöne mitsamt ihrer Hofkapellen aufhalten. Josquin ist am 28. April noch nicht in Ferrara eingetroffen. Die erste Gehaltszahlung erhält Josquin am 13. Juni, und am 5. Juli wird er erstmals als Kapellmeister bezeichnet.
- Lodovico Fogliano taucht, nachdem Josquin Desprez in Ferrara die Position des Hofkapellmeisters eingenommen hat, 1503 und 1504 wieder in den Besoldungslisten der Hofkapelle des Herzogs Ercole I. d’Este auf.
- Heinrich Isaac, der seit 1502 überwiegend in Florenz lebt, komponiert für den Besuch der Hofkapelle Philipps des Schönen in Innsbruck die sechsstimmige Messe „Virgo prudentissima“.
- Bartolomeo Tromboncino ist nach Aufenthalten in Vicenza und in Casale von 1501 bis 1512 in Mantua tätig.

### Spanien
- Francisco de la Torre übernimmt am 10. Februar 1503 die Leitung der Chorknaben der Kathedrale von Sevilla. Kurze Zeit später jedoch übergibt er sie in die Verantwortung des neuen Kapellmeisters der Kathedrale Alonso de Alva.

## Vokalmusik

### Geistlich
- Antoine Brumel
  - 5 Masses: Noten und Audiodateien im International Music Score Library Project
  - Lauda, Sion, Salvatorem: Noten und Audiodateien im International Music Score Library Project
- Josquin Desprez
  - Missa Hercules Dux Ferrariae zu vier Stimmen (Ferrara, 1503/1504)
  - Motette Ave verum corpus: Noten und Audiodateien im International Music Score Library Project
  - Motette Domine, non secundum peccata nostra: Noten und Audiodateien im International Music Score Library Project
  - Motette O Domine Jesu Christe: Noten und Audiodateien im International Music Score Library Project
  - Motette Qui velatus facie fuisti: Noten und Audiodateien im International Music Score Library Project
  - Motette Tu solus qui facis mirabilia: Noten und Audiodateien im International Music Score Library Project
- Johannes Ghiselin – 5 Masses: Noten und Audiodateien im International Music Score Library Project
- Heinrich Isaac
  - Missa Virgo prudentissima zu sechs Stimmen
  - Motette Quis dabit capiti meo aquam: Noten und Audiodateien im International Music Score Library Project
- Jacob Obrecht
  - Missa Maria zart (süddeutsches Marienlied des 15. Jahrhunderts; für den kaiserlichen Hof zum Treffen mit Philipp dem Schönen geschrieben; Augsburg; vermutlich Obrechts letzte Messe)
  - Missa Sub tuum praesidium (Marienantiphon isorhythmisch im Sopran, dazu vom Credo bis zum Agnus Dei sechs weitere marianische Choralmelodien; wahrscheinlich für die Osterfeier Maximilians I. in der Wallfahrtskirche Halle (Hal) im Hennegau)
  - 5 Masses: Noten und Audiodateien im International Music Score Library Project
- Ottaviano dei Petrucci (Hrsg.) – Motetti B: Noten und Audiodateien im International Music Score Library Project
- Pierre de la Rue – 5 Masses: Noten und Audiodateien im International Music Score Library Project
- Gaspar van Weerbeke
  - Motette Anima Christi sanctifica me zu vier Stimmen
  - Motette Ave verum corpus zu vier Stimmen
  - Motette Panis angelicus zu vier Stimmen, anonym als „Ave panis angelorum“, 1508 (Zuweisung unsicher)
  - Motette Tenebræ factæ sunt: Noten und Audiodateien im International Music Score Library Project
  - Motette Verbum caro factum est zu vier Stimmen, anonym als „O inextimabilis“ bzw. „Ave nostra salus“